# Cashcow
Cashcow ([‘kæʃ kau]; englisch cash cow‚ Geldkuh, Goldesel oder Melkkuh) ist ein Anglizismus für Produkte, Dienstleistungen oder ganze Geschäftssparten, die als Teil des Kerngeschäfts erheblich zum Gewinn eines Unternehmens beitragen.

## Allgemeines
Im Produktlebenszyklus haben die Cashcow-Produkte der BCG-Matrix zufolge die Marktphasen der Marktreife (englisch marketability), Markteinführung (englisch introduction stage), des Marktwachstums (englisch growth stage) und der Marktsättigung (englisch decline stage) überwunden und befinden sich in der Reifephase (englisch maturity stage). Ihr Marktwachstum ist zwar niedrig, ihr relativer Marktanteil jedoch hoch. Cashcows sind oft die Hauptumsatzträger eines Unternehmens, so dass sie in der Aufbauorganisation zum strategischen Geschäftsfeld eines Unternehmens gehören. Sie besitzen einen hohen relativen Marktanteil bei allerdings nur noch niedrigem Marktwachstum. Zu unterscheiden ist im Marketing zwischen führenden Marken (englisch power brands), den zu deren Schutz eingesetzten flankierenden Marken (englisch flanker brands), Cashcows und künftig an Bedeutung gewinnenden Marken (englisch future power brands).

## Betriebswirtschaftliche Aspekte
Der mit Cashcows aus Umsatzerlösen erzielte Deckungsbeitrag ist stets wesentlich höher als die für sie notwendigen Forschungs- und Entwicklungskosten. Ihre Payback-Periode für aufgewendete Forschungs- und Entwicklungskosten ist beendet oder steht kurz vor Ablauf. Deshalb finanzieren sie mit ihrem Cashflow einen Teil der Forschungs- und Entwicklungskosten anderer Produkte oder von Produktinnovationen. Das gelingt, weil ihr Marktvolumen und ihre Umsatzerlöse absolut weiter zunehmen; die Grenzerlöse sinken jedoch. Steigendes Marktvolumen wiederum kann die Marktanteile von Cashcows erhöhen, Cashcows sind durch ihren hohen Marktanteil häufig Marktführer. Gleichzeitig können die Vertriebsaktivitäten und Vertriebskosten verringert werden, weil bereits ein hoher Marktanteil erreicht ist. Solche Produkte werden auch als Selbstläufer bezeichnet, weil sie praktisch ohne jeden Werbeaufwand auskommen. Es handelt sich meist um Markenartikel, die mit einem Markenzeichen geschützt sind. In der Pharmaindustrie steht ihre Patentlaufzeit kurz vor dem Ablauf oder ist abgelaufen, so dass Generika-Produkte von Preisanpassern konkurrieren.

## Beispiele
Beispiele für Cashcows sind unter anderem Aspirin, Nivea, Persil, Tempo oder UHU, deren Markenname sich auch als Gattungsname für den jeweiligen Verwendungszweck in Form von Deonymen etabliert hat (so steht „Aspirin“ – auch in den USA – stellvertretend für Kopfschmerztabletten, Tempo für Papiertaschentücher, Uhu für Alleskleber). Diese – auch international vermarkteten – Produkte stehen im Wettbewerb zu konkurrierenden Substitutionsgütern.